# Catahoula Leopard Dog
Il Catahoula Leopard Dog è una razza di cane americana che prende il nome dalla Parrocchia di Catahoula, in Louisiana. 

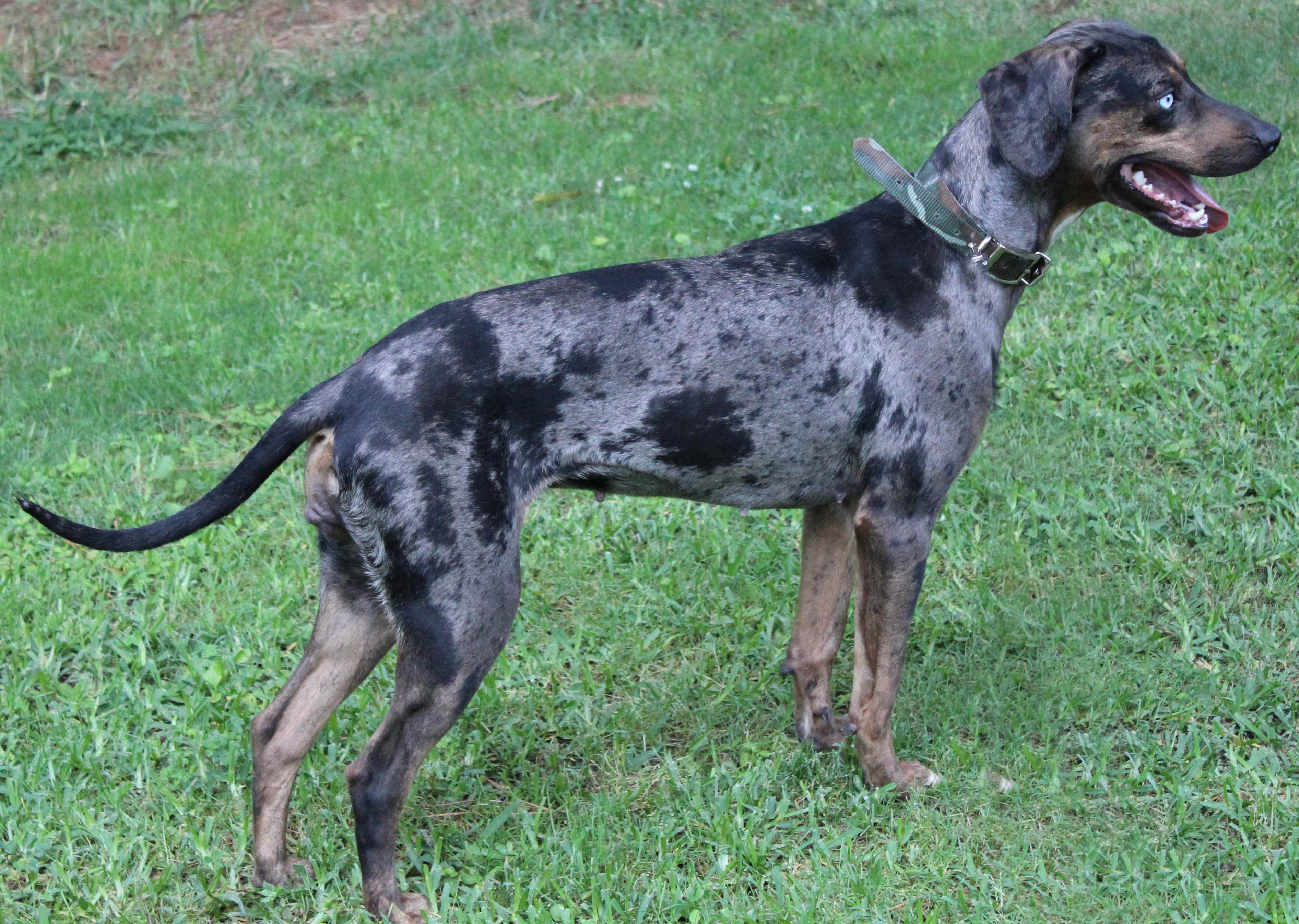
Un cane leopardo di Catahoula color "leopardo blu"

È diventato il cane di stato della Louisiana nel 1979. È riconosciuto dallo United Kennel Club (UKC) con il nome Louisiana Catahoula Leopard Dog e Catahoula Leopard Dog nell'American Kennel Club (AKC) Foundation Stock Service . Entrambi i registri hanno assegnato alla razza una designazione di gruppo di pastori . È stato tradizionalmente utilizzato nella caccia ai cinghiali selvatici .
L'origine dei Catahoula è sconosciuta. Una teoria suggerisce che la razza abbia avuto origine a metà del 1700, quando i coloni francesi emigrarono in quella che divenne la Louisiana con cani Beauceron. I coloni hanno incrociato i loro cani con cani lupo da caccia di palude ben adattati di proprietà dei nativi americani nel tentativo di sviluppare un cane da lavoro migliore. Nel 1800, l'allevamento si intensificò nel tentativo di sviluppare un cane di famiglia che fosse adatto al lavoro, alla caccia e alla guardia, ma allo stesso tempo docile con i bambini.
I cani catahoula possono variare notevolmente in termini di dimensioni, sebbene i maschi siano in media leggermente più grandi delle femmine. 

## Galleria d'immagini

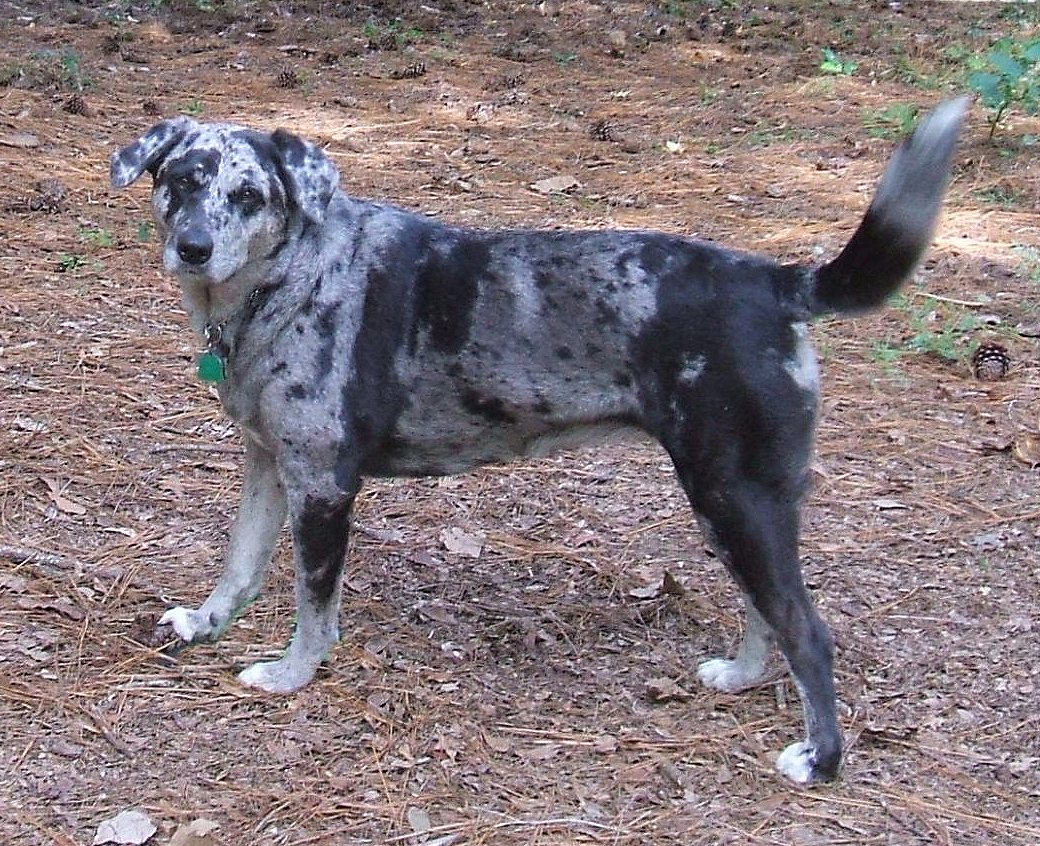
Leopardo blu
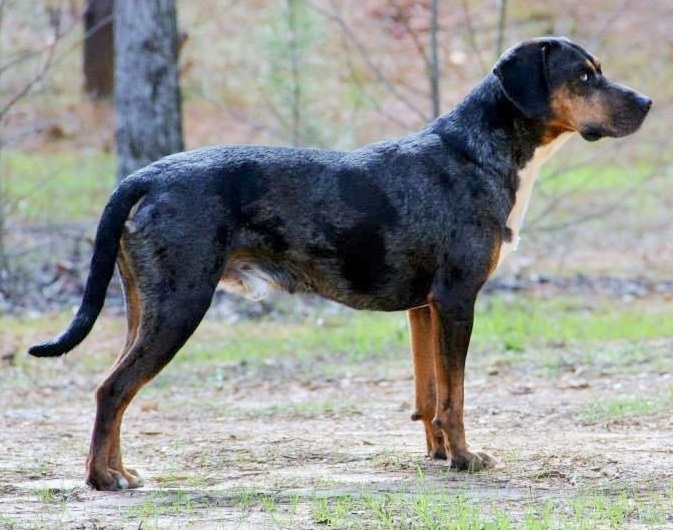
Leopardo blu con punti marrone chiaro
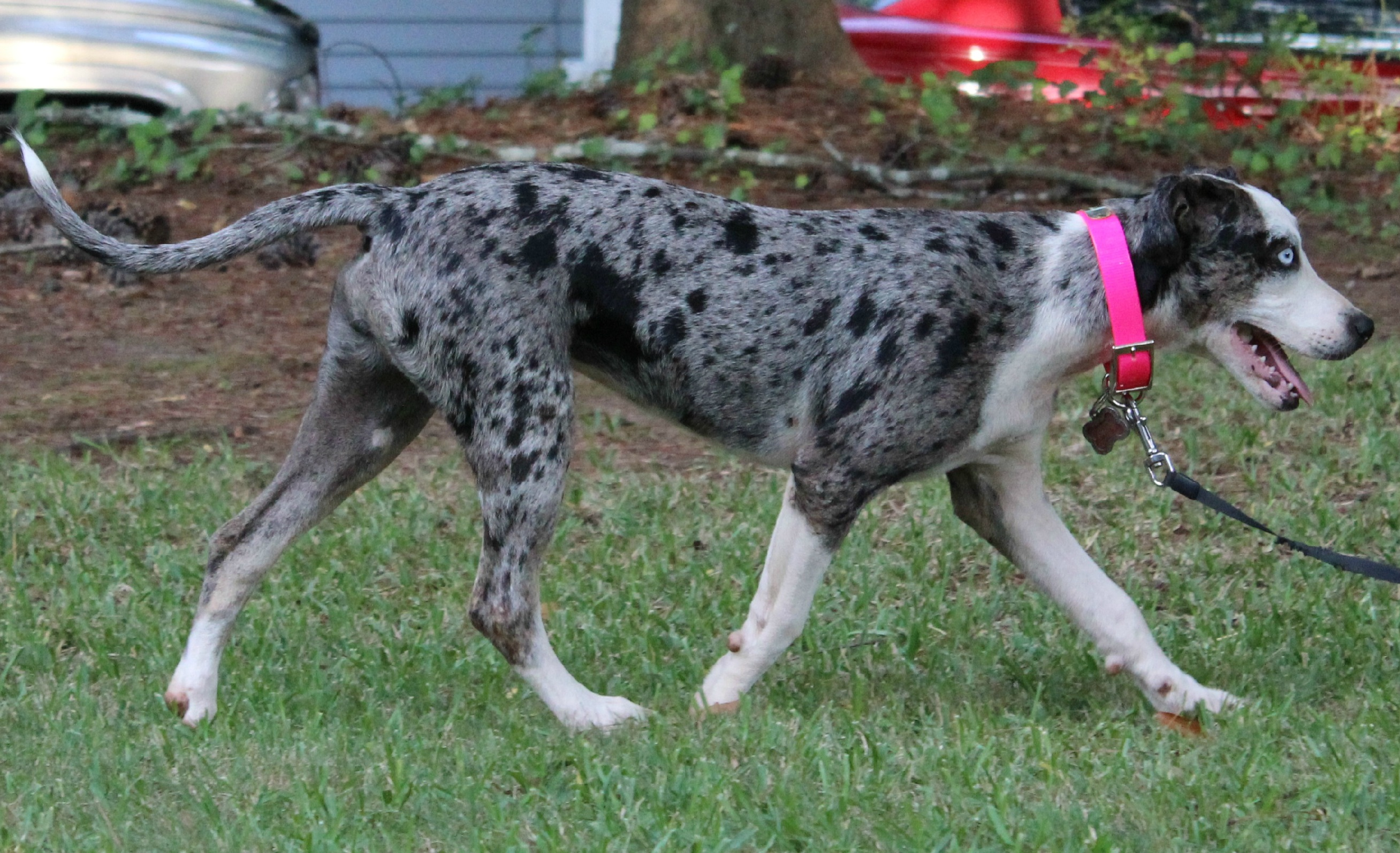
Leopardo blu
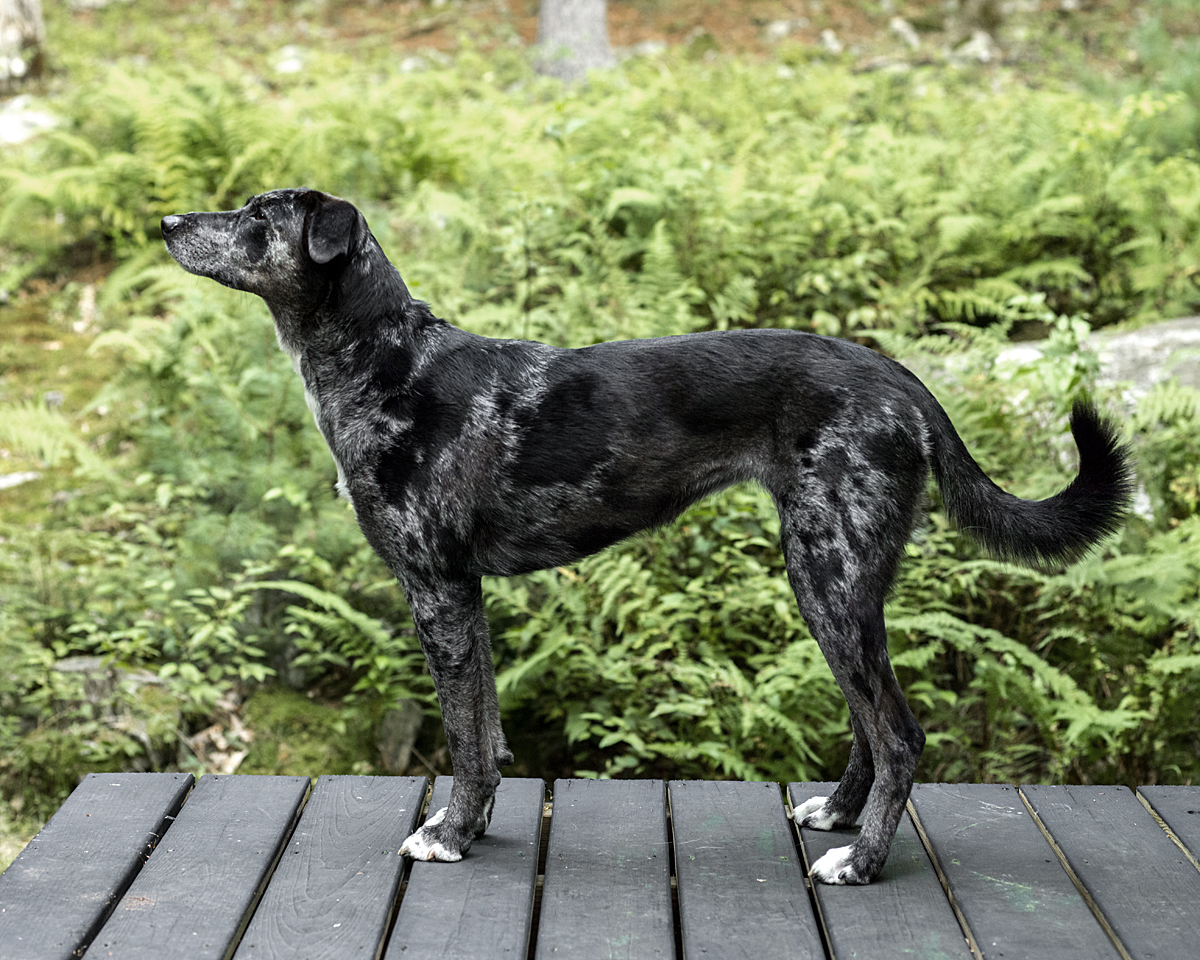
Blue merle
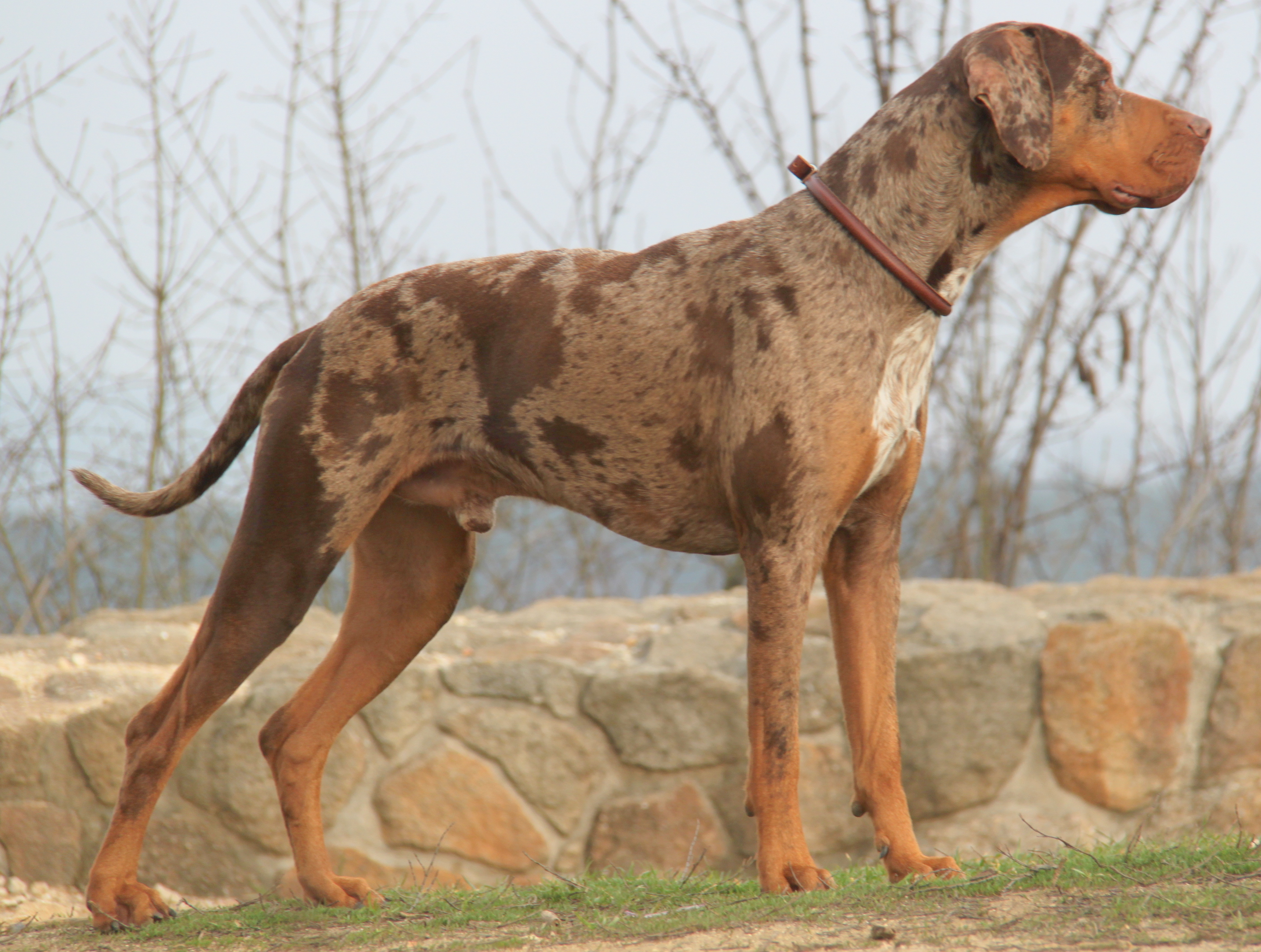
Leopardo rosso
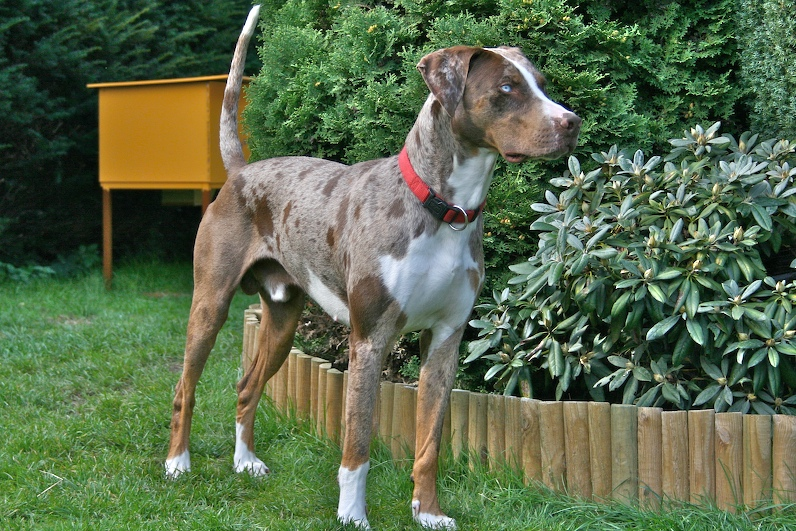
Leopardo rosso con bianco
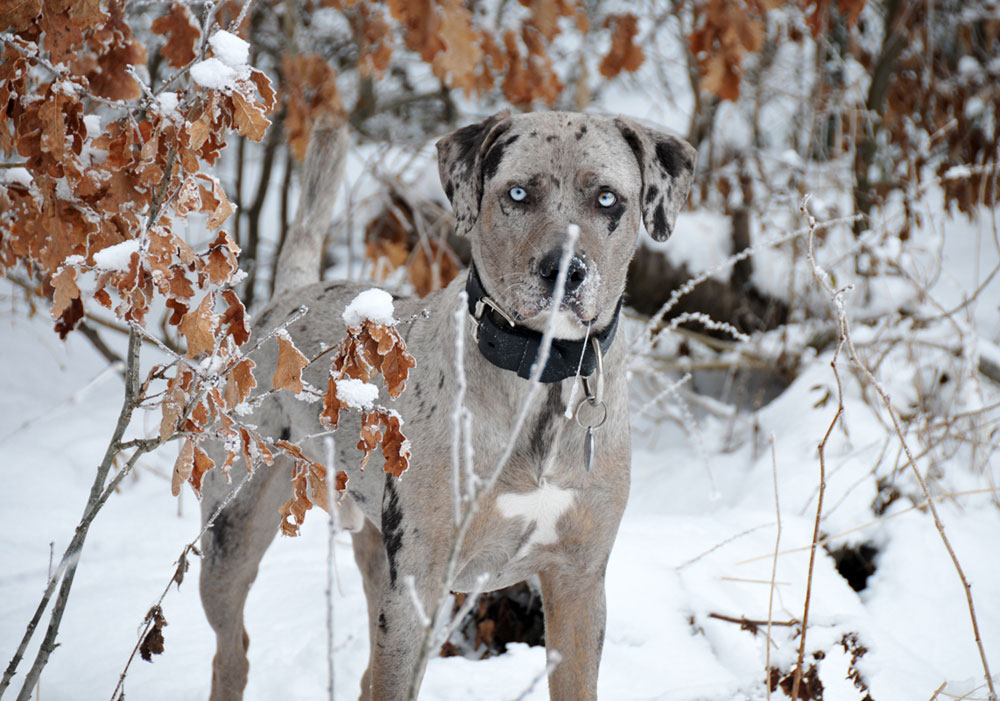
Leopardo d'argento
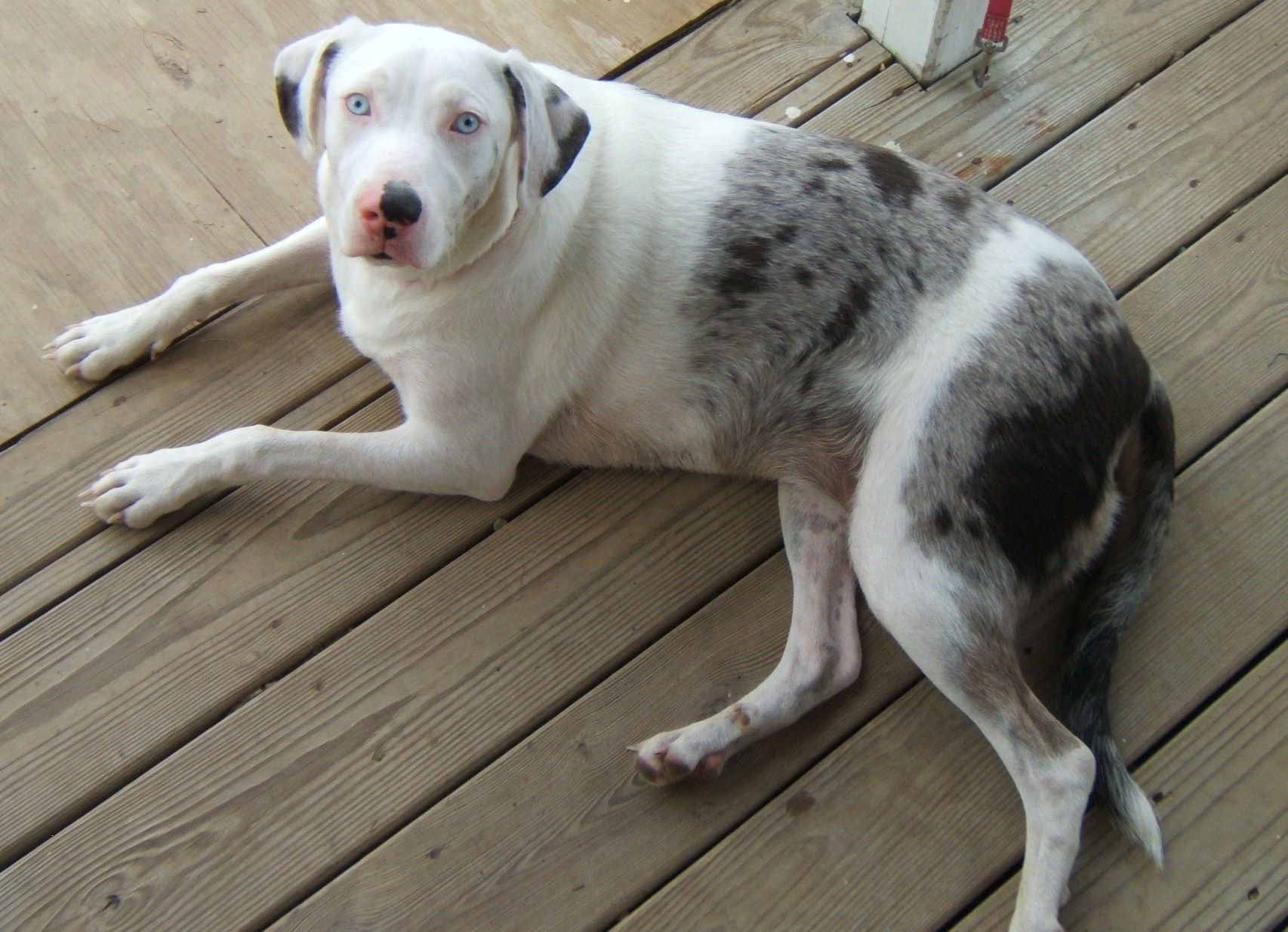
bianca
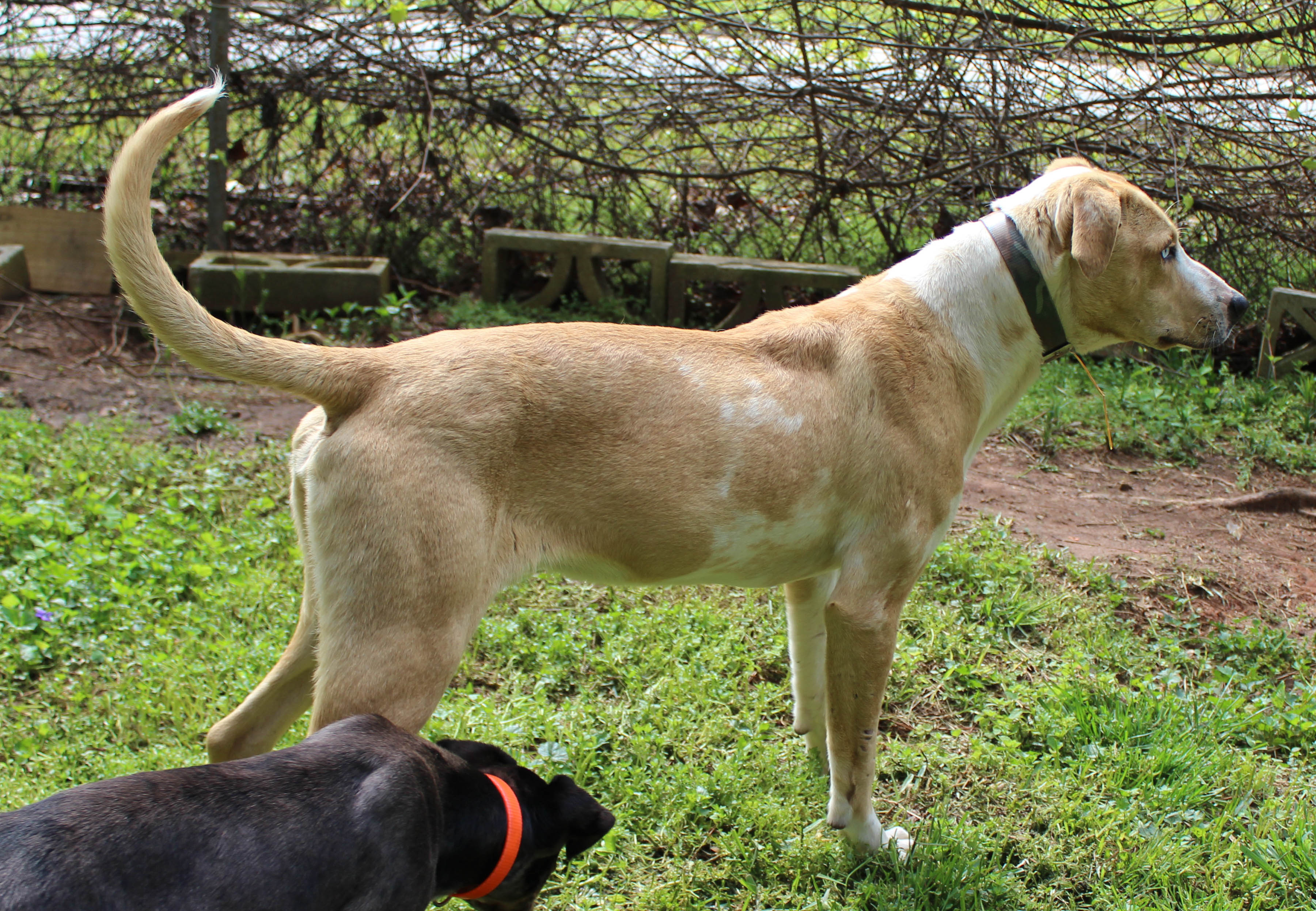
Leopardo giallo
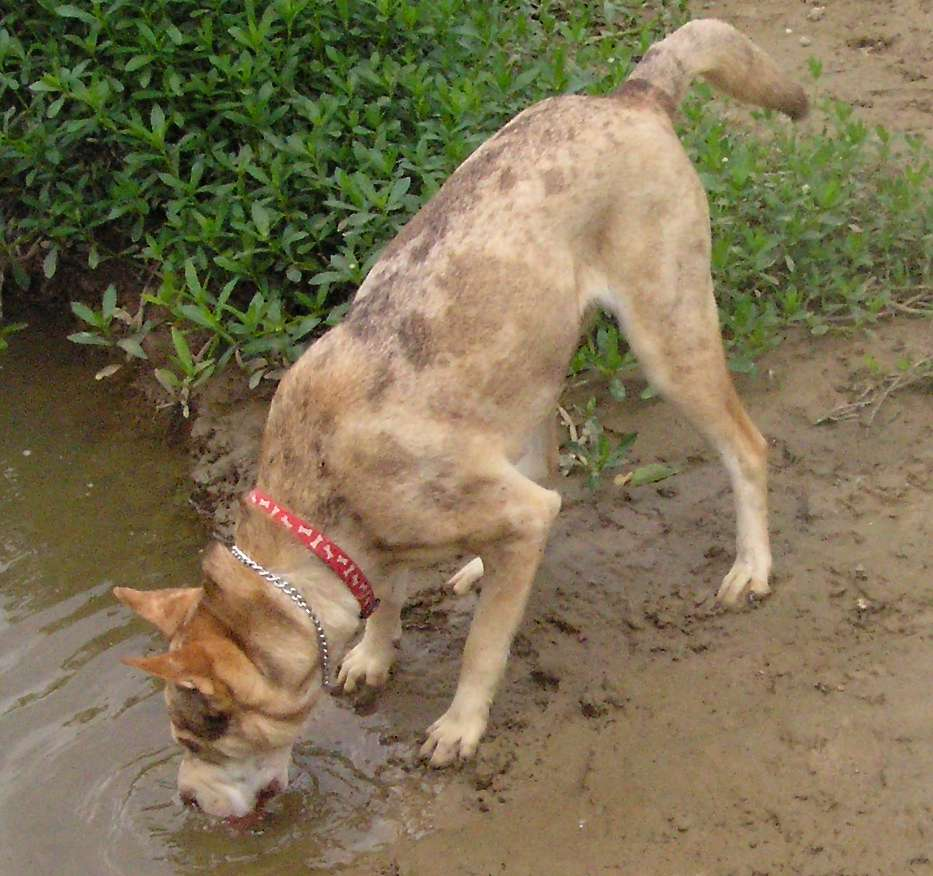
Cappotto marrone chiaro
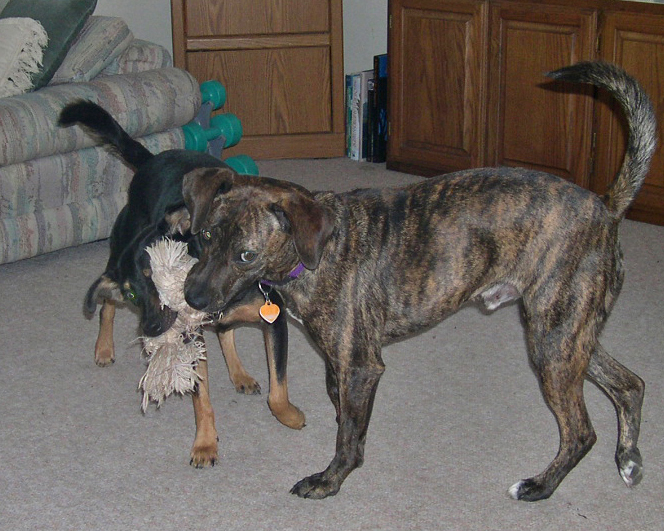
Tigrato
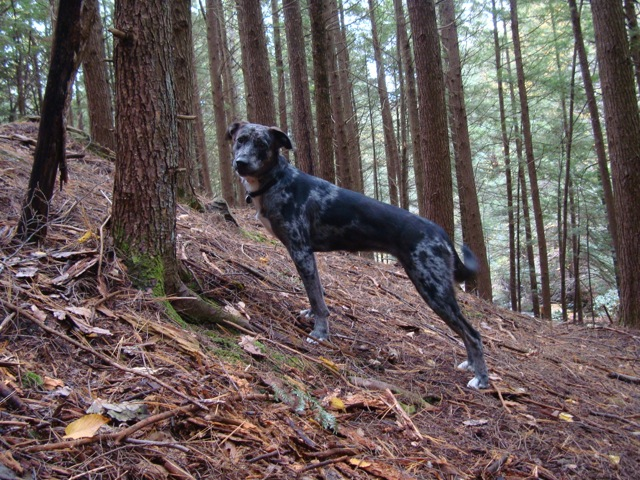
Nei boschi
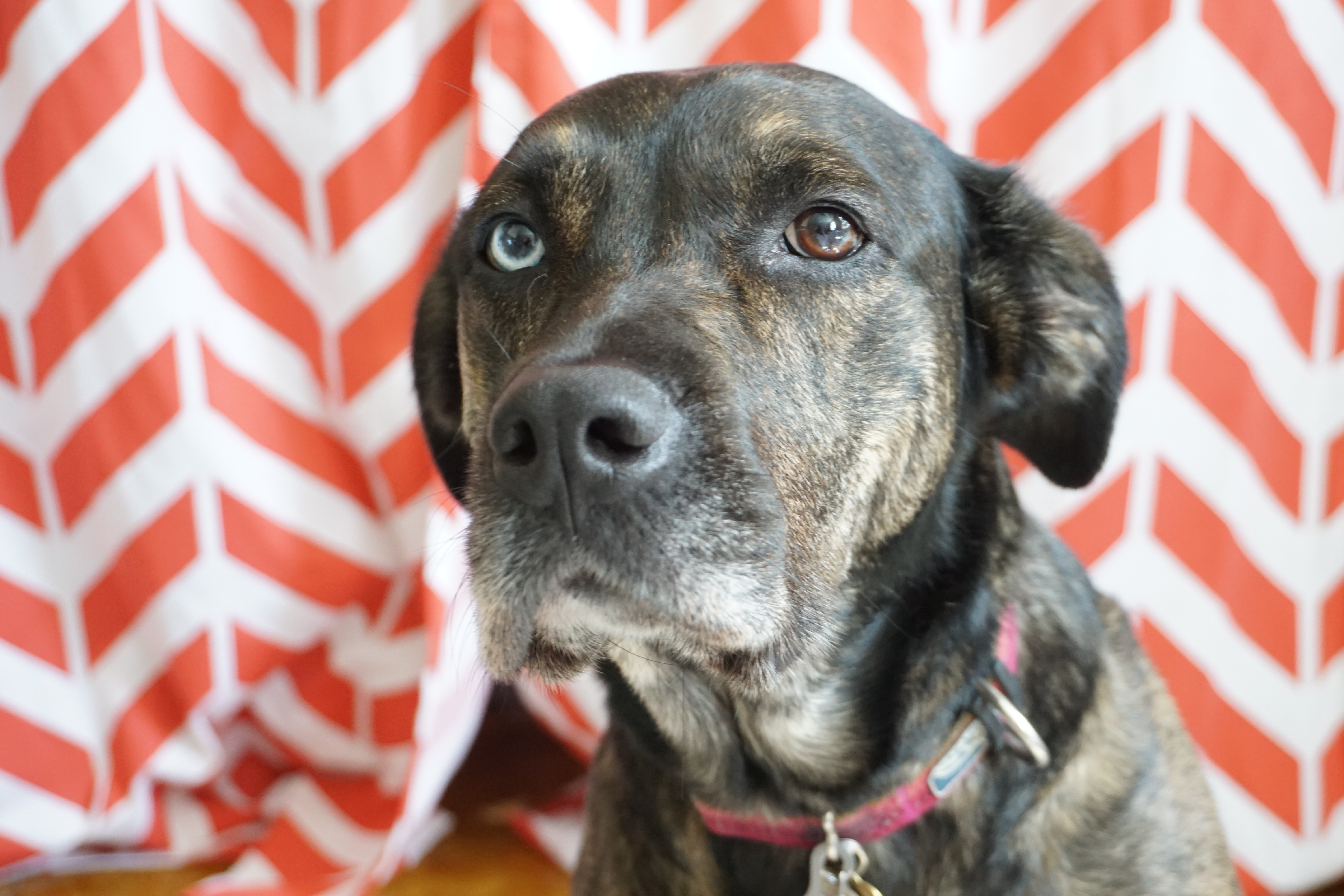
mantello tigrato